# Hypercompe atra
Hypercompe atra là một loài bướm đêm thuộc phân họ Arctiinae, họ Erebidae.